# Габий
Га́бии (лат. Gabii) — исчезнувший город в Лациуме, в 20 км к востоку от Рима, находившийся на Пренестинской дороге, примерно на полпути между Римом и Пренестой. Город стоял на берегу небольшого кратерного озера, к настоящему времени осушённого.

## История и легенды
Габии были одним из древнейших городов в составе Латинского союза. Самые ранние археологические находки на территории города относятся к бронзовому веку.
По легенде, найденные пастухом Фаустулом будущие основатели Рима Ромул и Рем несколько лет воспитывались и обучались в Габиях.
Согласно полулегендарной истории царского Рима, с Габиями вёл войну Тарквиний Гордый. Он не смог взять город приступом, но овладел им с помощью хитрости. Его младший сын Секст явился в Габии под видом перебежчика и достиг там власти. Гонец, которого Секст отправил к отцу за дальнейшими указаниями, не получил словесного ответа. Тарквиний, не вполне доверяя гонцу, только молча сбивал на его глазах в саду самые высокие головки цветов мака. Когда сын узнал об этом, он интерпретировал символический жест как совет устранить самых влиятельных людей в городе. Что Секст и исполнил с помощью разных средств. После этого Габии без сопротивления достались Тарквинию.
О былом значении города говорит тот факт, что Пренестинская дорога первоначально называлась Габийской (Via Gabina) и заканчивалась в Габиях. Однако уже в республиканскую эпоху значение Габиев стало снижаться. В I веке до н. э. Цицерон и Дионисий Галикарнасский упоминают Габии как полузаброшенное и незначительное поселение. Однако именно в это время вырастает значение Габиев как источника строительного камня. Добытый в Габиях туф (Lapis Gabinus) использовался при строительстве Табулария, Форума Цезаря, Форума Августа, моста Фабричо и других сооружений II в до н. э. — II в н. э.
В раннем Средневековье Габии являлись отдельным диоцезом, последнее упоминание о котором относится к 963 году.
Озеро было окончательно осушено и преобразовано в сельскохозяйственное угодье в середине XIX века семейством Боргезе, которое владело этими землями с 1614 года.
К настоящему времени сохранились руины храма Юноны, проводятся археологические раскопки.